# We Are Here
We Are Here  è il primo album in studio degli Apparatjik.
L'album è disponibile in due versioni: la standard (composta da un CD ed un DVD) e la Deluxe, versione estesa disponibile solo per download. Ne esistono anche due edizioni per collezionisti: una in vinile giallo ed una in uno speciale cofanetto rosso (disponibile in sole 200 copie) chiamata Bolshevik Box. Questa particolare edizione contiene un vinile rosso trasparente dell'album, un CD, un DVD (contenenti le stesse tracce dell'edizione standard) ed una stampa firmata da tutti e quattro i componenti. L'edizione limitata è disponibile in otto versioni, ogni versione una stampa differente. 25 copie per ogni versione per un totale di 200 copie.

## Tracce

### CD
1. Deadbeat  - 2:52
2. Datascroller - 2:58
3. Snow Crystals - 4:32
4. Supersonic Sound - 3:24
5. Arrow And Bow - 4:20
6. In A Quiet Corner - 3:35
7. Josie - 3:30
8. Antlers - 3:20
9. Electric Eye - 6:20
10. Look Kids - 4:52
11. Quiz Show - 2:33

### Bonus DVD (You Are There)
1. Electric Eye (music video) -  6:03
2. You Are Here  - 0:33
3. Magne Furuholmen: Eye On Committee Bulletin - 0:44
4. Guy Berryman: Frozen Fingers  - 6:10
5. Martin Terefe: Was It You?  - 5:22
6. Nefgro  - 0:38
7. Four Can Keep a Secret V1 - 4:16
8. Four Can Keep a Secret V2 - 4:15
9. Four Can Keep a Secret V3 - 4:17
10. Jonas Bjerre: Datascroller - 2:40
11. Antlers (music video)  - 3:15
12. Datascroller (music video)   - 3:04
13. Granule No.8       - 1:19
14. Supersonic Sound (music video)  - 3:37
15. Arrow And Bow (music video)  - 4:14
16. untitled  - 0:20
17. APPARAT K      - 1:01
18. untitled - 0:59
19. untitled - 1:28
20. untitled -  0:06
21. Snow Crystals (live at Club Transmediale, Berlin) - 3:26
22. Arrow And Bow (live at Club Transmediale, Berlin)      - 4:00
23. Intermission (live at Club Transmediale, Berlin) - 1:25
24. Quiz Show (live at Club Transmediale, Berlin) -  2:31
25. Deadbeat (live at Club Transmediale, Berlin) -  9:59

### Bonus tracks (Deluxe version)
1. One Less Thing to Worry About - 4:26
2. 4 Can Keep A Secret If 3 Of Them Are Dead - 4:13
3. Frozen Fingers - 5:43

### Bonus videos (Deluxe version)
1. Antlers
2. Electric Eye
3. Snow Crystals (CTM Mash up)
4. Supersonic Sound
5. Datascroller (the film)

## Singoli
1. Electric Eye (download)
2. Antlers" / Electric Eye (vinile)
3. 4 Can Keep A Secret If 3 Of Them Are Dead (download)
4. Datascroller (download)

## Formazione
- Jonas Bjerre: voce, chitarra
- Magne Furuholmen: tastiera, chitarra
- Guy Berryman : basso
- Martin Terefe: strumenti a percussione